# Trixagus sericeus
Trixagus sericeus là một loài bọ cánh cứng trong họ Throscidae. Loài này được LeConte miêu tả khoa học năm 1868.